# Guido Messina
Guido Messina (Monreale, 4 gennaio 1931 – Caselette, 10 gennaio 2020) è stato un pistard, ciclista su strada e dirigente sportivo italiano.
Vinse l'oro nell'inseguimento a squadre ai Giochi olimpici di Helsinki 1952 e cinque titoli mondiali nell'inseguimento individuale, due tra i dilettanti e tre tra i professionisti.

## Carriera
Si distinse soprattutto nell'attività su pista, in particolare nell'inseguimento. Nel 1952 fu parte, insieme a Marino Morettini, Loris Campana e Mino De Rossi, del quartetto che vinse la medaglia d'oro nell'inseguimento a squadre ai Giochi olimpici di Helsinki. Ai campionati del mondo colse inoltre due medaglie d'oro e due di bronzo nell'inseguimento individuale dilettanti.
Passato professionista nel 1954, vinse tre medaglie d'oro (consecutive) e una di bronzo ancora ai campionati del mondo, oltre a tre titoli italiani per professionisti. Su strada gareggiò per la Frejus, l'Asborno-Frejus, la Ignis e la Molteni. Le sue principali vittorie furono il Trofeo Banfi a Torino nel 1954, una tappa al Giro d'Italia 1955, in cui vestì per un giorno la maglia rosa, e due tappe al Gran Premio Ciclomotoristico, nel 1956 e nel 1960.
Dopo il ritiro dall'attività fu commissario tecnico della Nazionale italiana professionisti di ciclismo su pista dal 1973 al 1975.

## Palmarès

### Pista
- 1948

Campionati del mondo, Inseguimento individuale dilettanti (Amsterdam)
- 1950

Campionati italiani, Inseguimento individuale dilettanti
- 1952

Giochi olimpici, Inseguimento a squadre (con Loris Campana, Mino De Rossi e Marino Morettini)
- 1953

Campionati italiani, Inseguimento individuale dilettanti
Campionati del mondo, Inseguimento individuale dilettanti (Zurigo)
- 1954

Campionati italiani, Inseguimento individuale professionisti
Campionati del mondo, Inseguimento individuale professionisti (Colonia)
- 1955

Campionati italiani, Inseguimento individuale professionisti
Campionati del mondo, Inseguimento individuale professionisti (Milano)
- 1956

Campionati italiani, Inseguimento individuale professionisti
Campionati italiani, Omnium professionisti
Campionati del mondo, Inseguimento individuale professionisti (Copenaghen)

### Strada
- 1953

Coppa Città di Milazzo
- 1954 (Frejus)

Trofeo Banfi
- 1955 (Frejus, due vittorie)

Millemetri del Corso
1ª tappa Giro d'Italia (Milano > Torino)
- 1956 (Frejus - Superga, una vittoria)

2ª tappa Gran Premio Ciclomotoristico (Terni > L'Aquila)
- 1960 (Molteni, una vittoria)

7ª tappa, 1ª semitappa Gran Premio Ciclomotoristico (Riccione > Nocera Umbra)

#### Altri successi
- 1955 (Frejus)

Criterium di Nuoro

## Piazzamenti

### Grandi Giri
- Giro d'Italia

1955: 47º
1956: ritirato (10ª tappa)
1958: ritirato (3ª tappa)

### Classiche monumento
- Milano-Sanremo

1954: 10º
1957: 9º
1958: 10º
1960: 78º
1961: 104º
- Parigi-Roubaix

1955: 72º
- Giro di Lombardia

1954: 64º
1960: 59º

### Competizioni mondiali
- Campionati del mondo su pista

Amsterdam 1948 - Inseguimento individuale dilettanti: vincitore
Rocourt 1950 - Inseguimento individuale dilettanti: 3º
Milano 1951 - Inseguimento individuale dilettanti: 3º
Zurigo 1953 - Inseguimento individuale dilettanti: vincitore
Colonia 1954 - Inseguimento individuale professionisti: vincitore
Milano 1955 - Inseguimento individuale professionisti: vincitore
Copenaghen 1956 - Inseguimento individuale professionisti: vincitore
Rocourt 1957 - Inseguimento individuale professionisti: 3º
- Giochi olimpici

Helsinki 1952 - Inseguimento a squadre: vincitore